# Hexalectris
Hexalectris és un gènere que té assignada onze espècies d'orquídies, de la tribu Arethuseae de la família (Orchidaceae).

## Descripció
Són plantes sapròfites que es conreen igual que les de Corallorhiza.

## Hàbitat
Es troben majoritàriament a Amèrica del Nord amb una espècie Hexalectris parviflora L.O.Williams, que es pot trobar al sud de Guatemala.

## Taxonomia
El gènere va ser descrit per Constantine Samuel Rafinesque i publicat a Neogenyton 4. 1825.
Etimologia
Hexalectris nom genèric que es refereix al fet que el llavi té sis parts carnoses.
Les espècies conegudes fins ara són:
- Hexalectris arizonica  (S.Watson) A.H.Kenn. & L.E.Watson (2010)
- Hexalectris brevicaulis  L.O.Williams (1940)
- Hexalectris colemanii  (Catling) A.H.Kenn. & L.E.Watson (2010)
- Hexalectris fallax  M.I.Rodr. & R.González (2005)
- Hexalectris grandiflora  (A.Rich. & Galeotti) L.O.Williams (1944)
- Hexalectris nitida  L.O.Williams (1944)
- Hexalectris parviflora  L.O.Williams (1940)
- Hexalectris revoluta  Correll (1941)
- Hexalectris spicata  (Walter) Barnhart (1904) - espècie tipus - ex: Hexalectris aphylla (Nutt.) A.Gray (1896)
- Hexalectris warnockii  Ames & Correll (1943